# تلمن (زاوخان)
تلمن (به لاتین: Telmen) یک منطقهٔ مسکونی در مغولستان است که در استان زوخان واقع شده‌است.